# 国鉄1310形蒸気機関車
1310形は、かつて日本国有鉄道の前身である鉄道省に在籍したタンク式蒸気機関車である。

## 概要
元は、北海道鉄道（2代）が1922年（大正11年）5月にアメリカのボールドウィン・ロコモティブ・ワークスで2両（製造番号55426, 55427）を製造した、2気筒単式で飽和式の小型機関車で、1943年（昭和18年）に北海道鉄道が戦時買収されたのにともない、鉄道省籍となったものである。車軸配置0-6-0(C)のサイドタンク式30t級機関車である。メーカーにおける種別呼称は6-20Dで、クラス的には鉄道院1300形となった総武鉄道4と同じである。北海道鉄道では、3, 4と称した。ボールドウィン製の機関車としては、末期に輸入されたもので、サイドタンクの上部が緩いスロープ状となっているのが特徴である。
国有化後は、1310形（1310, 1311）に改番され、富良野と滝川で入換に使用されたが、1310は1947年（明治22年）に富山地方鉄道に譲渡されて3020形（3021）となり、1950年（昭和25年）には分社化された加越能鉄道に移って、1957年（昭和32年）まで使用された。
一方の1311は、1948年（昭和23年）に雄別炭礦尺別鉄道に貸し渡され、1952年（昭和27年）に正式に譲渡された。本車はここでも入換に使用されたが、1957年に廃車となった。

## 主要諸元
- 全長 : 8,496mm
- 全高 : 3,575mm
- 全幅 : 2,705mm
- 軌間 : 1,067mm
- 車軸配置 : 0-6-0(C)
- 動輪直径 : 1,041mm
- 弁装置 : スチーブンソン式アメリカ型
- シリンダー（直径×行程） : 330mm×508mm
- ボイラー圧力 : 12.0kg/cm2
- 火格子面積 : 1.0m2
- 全伝熱面積 : 49.7m2
  - 煙管蒸発伝熱面積 : 44.7m2
  - 火室蒸発伝熱面積 : 5.0m2
- 小煙管（直径×長サ×数） : 51mm×2,743mm×103本
- 機関車運転整備重量 : 30.75t
- 機関車動輪上重量（運転整備時） : 30.75t
- 機関車動輪軸重（各軸均等） : 10.75t
- 水タンク容量 : 3.0m3
- 燃料積載量 : 1.8t
- 機関車性能
  - シリンダ引張力（0.85P） : 5,480kg
- ブレーキ装置 : 手ブレーキ、蒸気ブレーキ